# Bent Pedersen
Bent Mathiasen Pedersen (født 11. august 1926 i Nyborg, død 30. maj 2010 i Fuengirola, Spanien) var den længstsiddende borgmester i Birkerød, med embedsperioder 1966-78 og 1982-89, valgt for Venstre. Bent Pedersen var tillige i mange år medlem af Frederiksborg Amtsråd.
Bent Pedersen voksede op på Fyn som eneste barn i en familie, der drev en lille købmandsforretning. Som den første i sin slægt blev han student og kunne med støtte hjemmefra fortsætte med at læse på Københavns Universitet. Efter afsluttet juridisk embedseksamen arbejdede han som fuldmægtig i Landsskatteretten 1953-1966.
Bent Pedersen blev i 1951 gift med Inger Marie Larsen, datter af tidligere arbejds- og socialminister Søren Peter Larsen. Sammen fik parret tre børn. Det var med flytningen til hustruens barndomshjem i Birkerød i 1953, at Bent Pedersen knyttede forbindelse til den by og kommune, hvor han senere fik sit virke i byråd og byledelse.
Efter i flere år at have været aktiv i Venstres Ungdom blev Bent Pedersen opfordret til at stille op til kommunalvalget, og her blev han i 1962 valgt ind på et af Venstres to mandater. Birkerød var en konservativ højborg, hvor den konservative gruppe i kommunalbestyrelsen var tæt på at have flertallet, og hvor Venstre var det andet, meget lille, borgerlige parti.
Bent Pedersen opbyggede imidlertid hurtigt et tillidsfuldt forhold til de øvrige partier, så han ved det efterfølgende valg i 1966, hvor Venstre gik et mandat frem, kunne samle alle partier, undtagen de konservative, og dermed sikre sig et flertal og med udgangspunkt i kun tre mandater blev i stand til at besætte borgmesterposten.
Denne alliance mellem Venstre, Radikale, Socialdemokratiet, SF og senere VS blev i mange år fundamentet for hans politiske arbejde, men da de konservative var kommet sig over chokket, lykkedes det også at inddrage dem i beslutningsprocesserne.
I de næsten 40 år Bent Pedersen var involveret i byens udvikling, heraf godt halvdelen af tiden som borgmester, fordobledes befolkningstallet i Birkerød, som ændrede sig fra at være en lille villaby med udgangspunkt i stationen til at blive et fuldt udbygget bysamfund med seks skoler, nyt rådhus, store idrætsanlæg og kulturcenter.
Bent Pedersen udgav i 2003 i samarbejde med Axel Bredsdorff erindringsbogen Med blik for Birkerød.